# 艋舺真武殿
艋舺真武殿全名財團法人台北市真武殿，又名萬華真武殿、後菜園真武殿，為台灣臺北市萬華區一間主祀玄天上帝之廟宇，乃舊時艋舺地區菜園里一帶的主要信仰中心，地址為西昌街38及40號，殿後門為環河南路一段。該建物興建於1912年，今為位於台北萬華區之仿古廟宇建築。

## 沿革
清同治八年（1869年），福建省晉江人士蔡金倉為祈求渡臺順利，自故鄉福建省泉州府晉江縣南門外二十一都古浮鄉東頭房官後桂井仔腳迎請開基玄天上帝及康、趙二元帥金身隨身護佑，商船於淡水港滬尾渡頭（舊第三水門、今中興橋下處）登岸，因當時艋舺建築多以木造房屋為主而火災頻繁，為避免祝融之災於地理師建議下，當地民眾擇定今西昌街29巷口（清建元街、日治時期元園町）隘門上加蓋閣樓祀奉玄天上帝以鎮火。
日治時期明治38年（1905年）總督府實施市區改正計畫將隘門拆除，玄天上帝金身轉由附近虔誠居民輪流奉祀，至大正14年（1925年）為便於大眾祭祀，由地方人士蔡昆玉、吳財木、吳金木、柯進裕、吳道生、吳牛港、吳家火、吳家傳、吳兆里、蔡查某、蔡阿毝、莊歪面、黃有益、鄭敦、洪利、黃錦燦、林進准、陳天配、吳舛、吳灶等人籌備建廟，經擲筊徵得玄天上帝同意，數人各出時銀三十錢集資購得現今西昌街38號廟址，利用原有建物加以整修為廟，時由吳家傳、蔡昆玉先後擔任管理人綜理廟務，臺灣光復後由蔡阿毝接任。
1952年廟體舊建物樑柱腐蝕，蔡阿毝出面向西昌街40號民宅地主吳家商議捐地供真武殿擴建重修獲得應允，旋即由仕紳黃崇西、吳金桂、江新士、蔡清雲等發起籌募修廟基金。複於1954年經菜園里里民大會提議募款四萬五千元修復真武殿作為里民大會固定會場，由黃崇西向臺北市政府核備，以臺北市政府43.12.3北市民社字第33394號通知核准修建，1956年首次重修工程竣工。1971年，真武殿管理員成立「財團法人台北市真武殿董事會」，推舉黃崇西為董事長、蔡清雲為主持。1992年，復籌組重修委員會以黃崇西為主委、黃書璞為副主委、張秀基為總幹事、李光魁為財委、吳天生為總務、吳明義為會計以及黃建安、陳九進、陳天來、謝榮華、林連銘、黃福文等出任委員，另聘林宏熙、周得福為顧問共同發起第二次重修工程，歷時三年於1995年竣工。

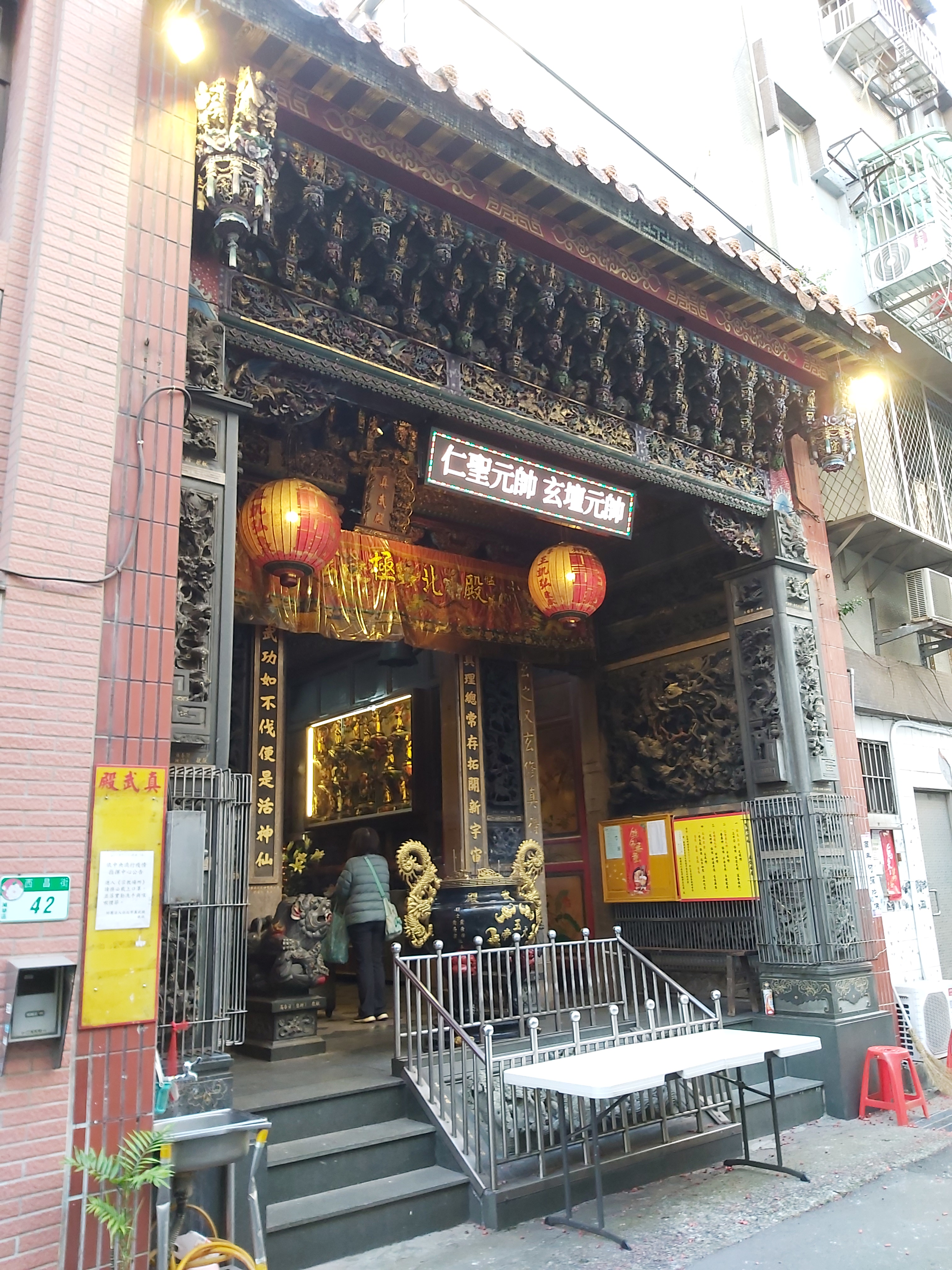
廟身外觀
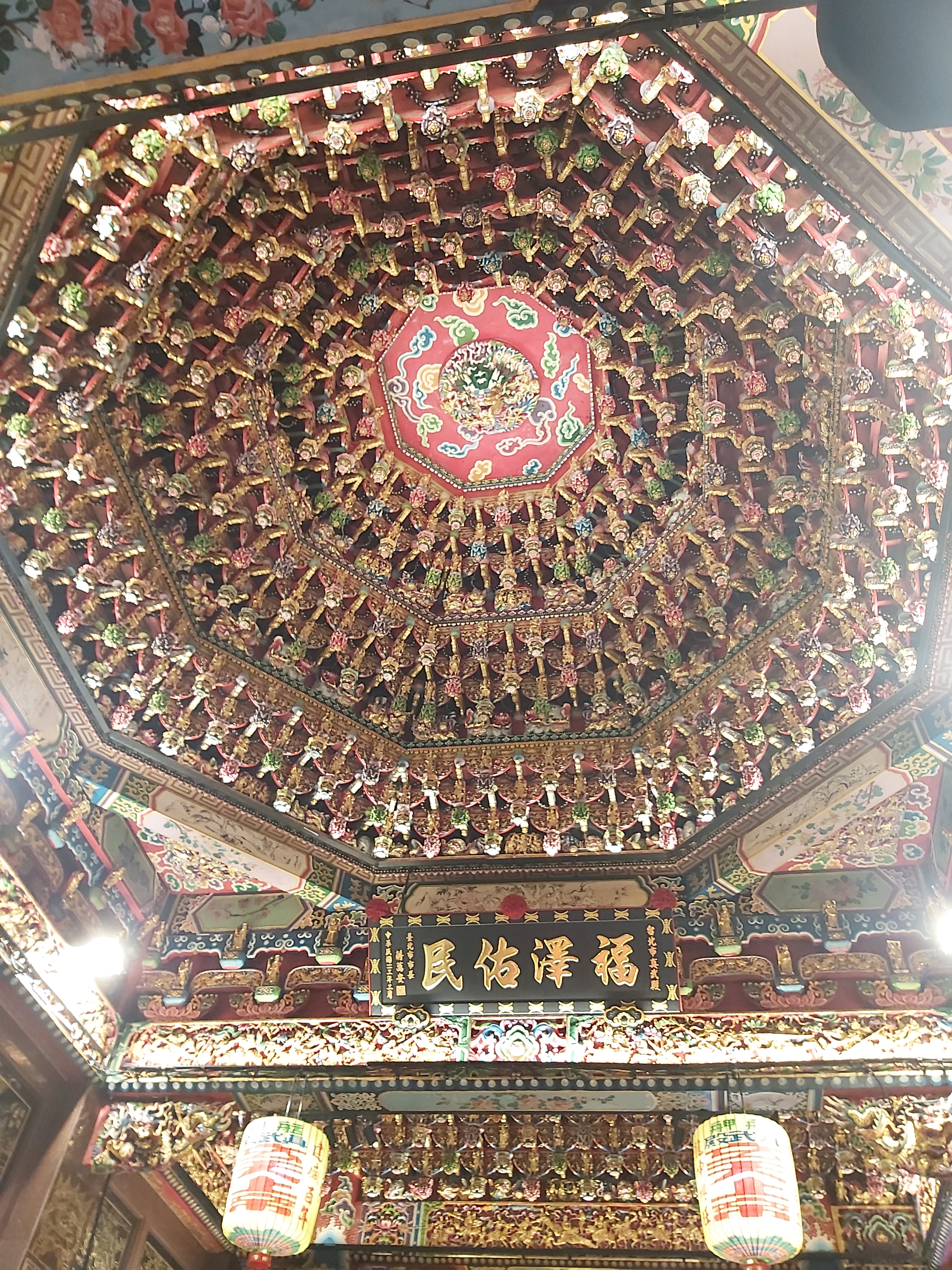
正殿藻井
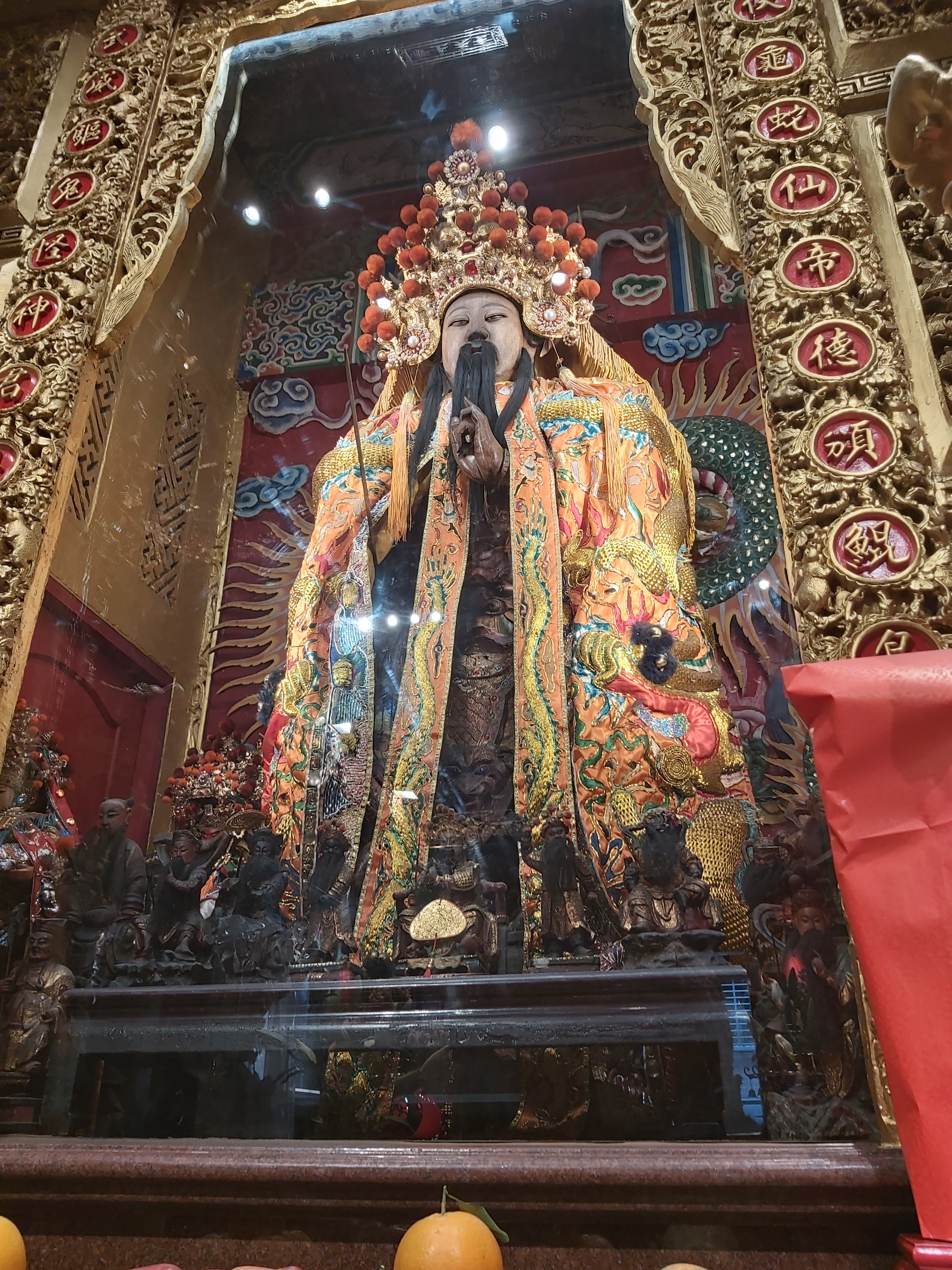
2023年整修後的鎮殿玄天上帝神像

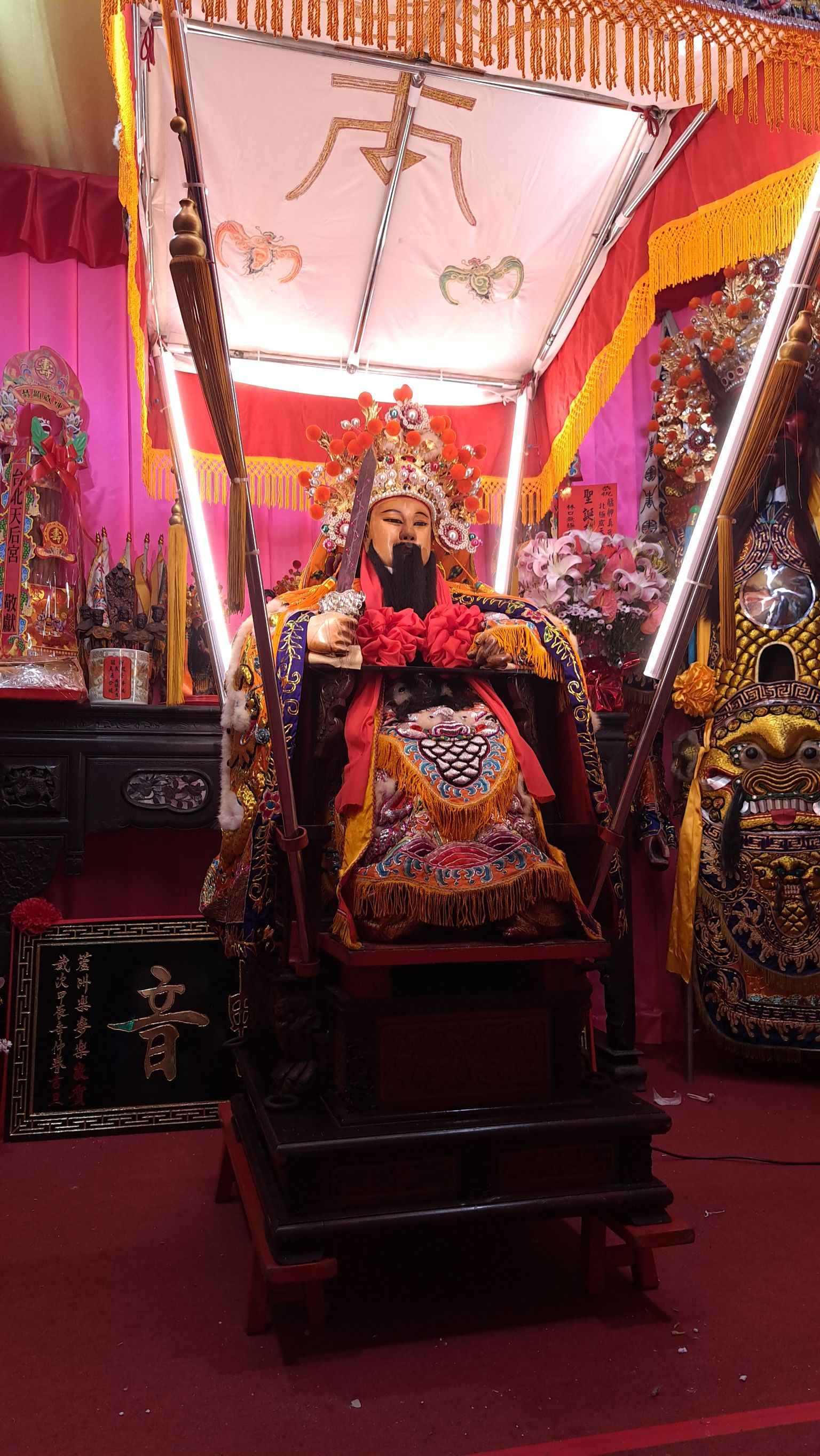
艋舺真武殿建廟百年慶典 軟身玄天上帝神像端坐於神轎上

## 祭祀神靈
鎮殿玄天上帝於1954年雕造，同年12月16日開光，為求真佛店潘德司之作品，為台北地區罕見的大型玄帝造像；前方則供奉有軟身持劍玄天上帝神像，足踏龜蛇，為少見採用軟身型制之玄帝造像。
正殿兩則則為三十六天罡以及四大護法元帥（溫、康、馬、趙）之神將。

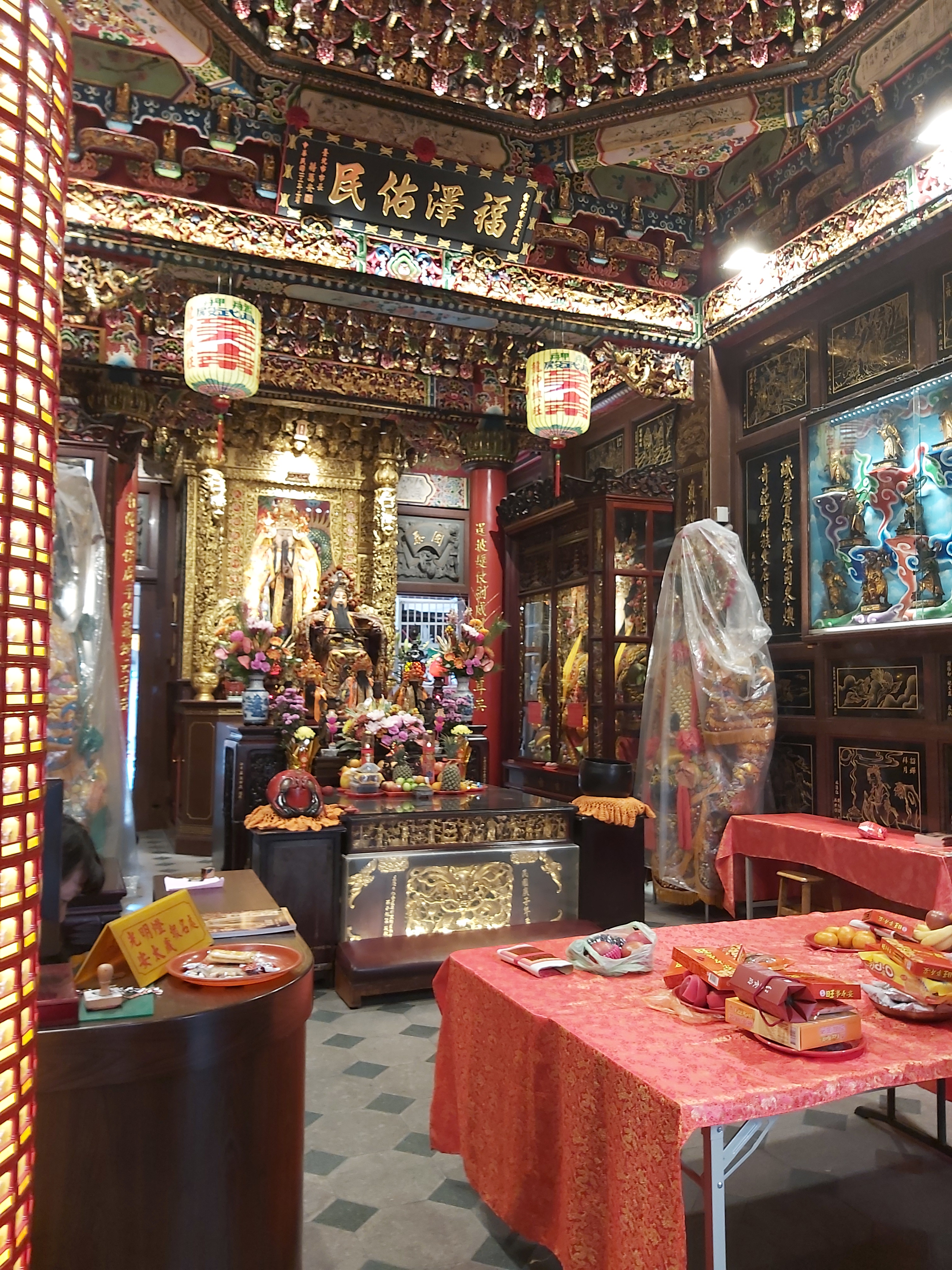
艋舺真武殿正殿
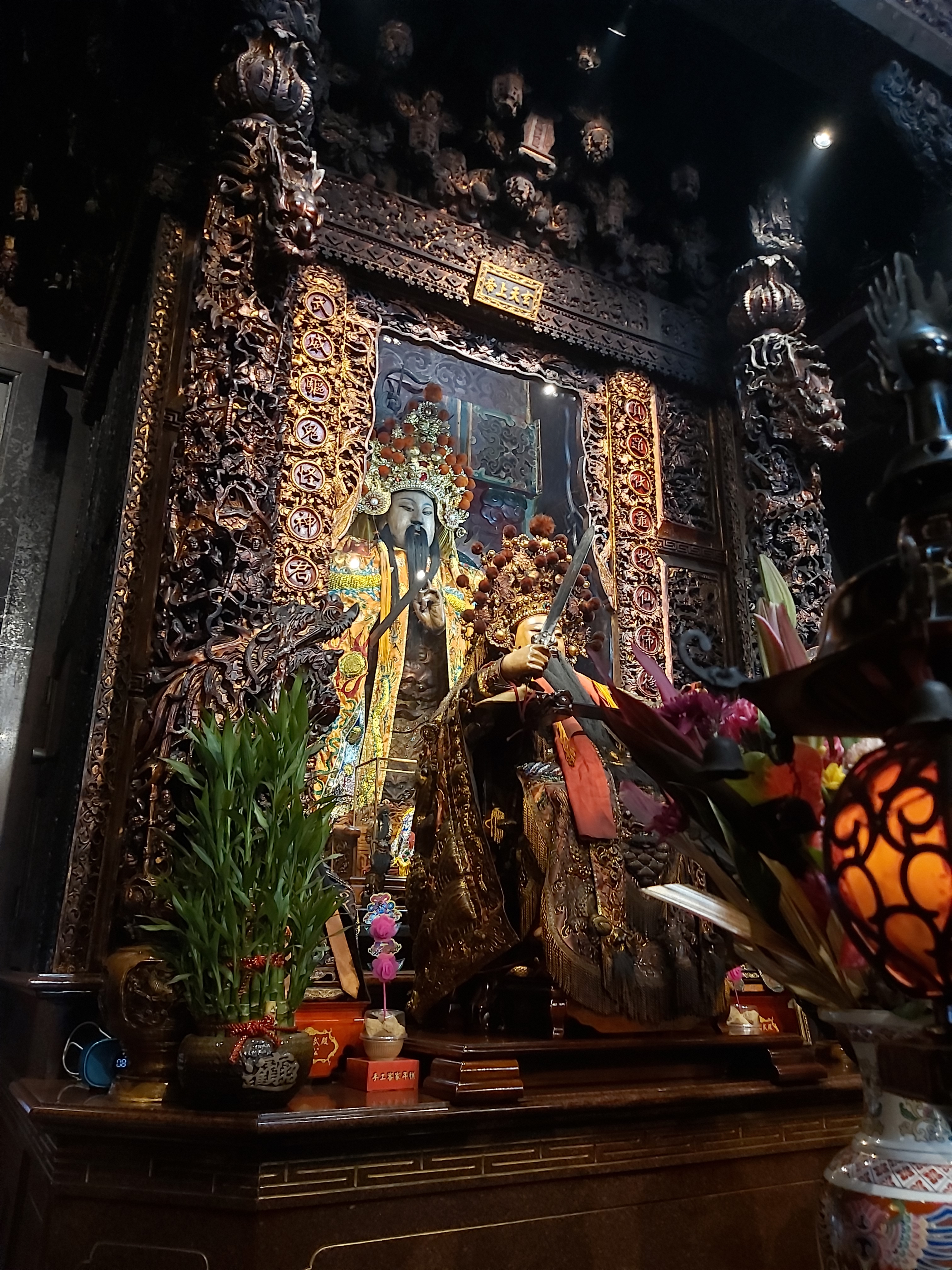
鎮殿神像與軟身神像
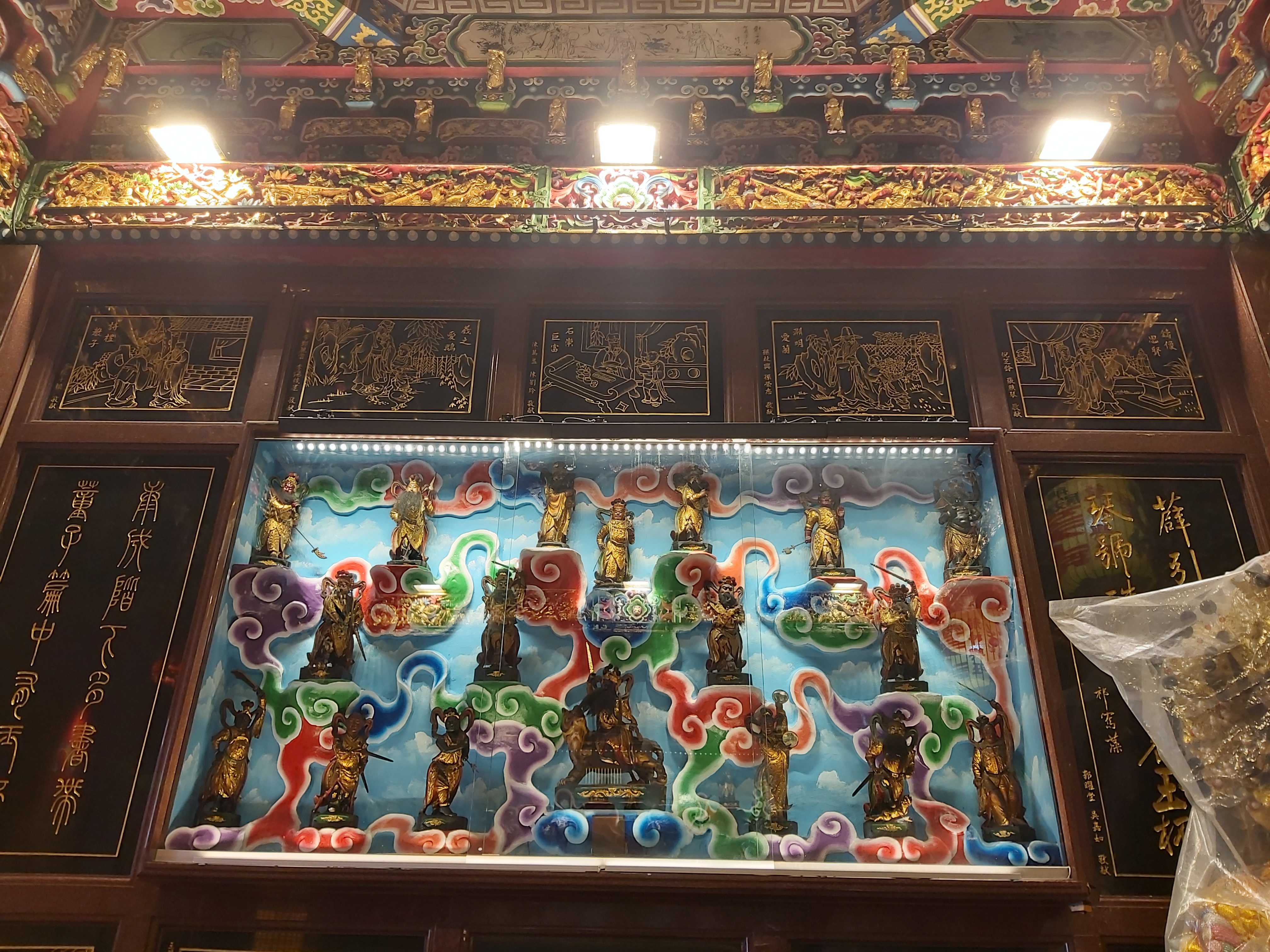
分別陳列於兩側的三十六天罡神像

## 組織與祭典
該廟宇的組織型態為財團法人制，每年改選董監事。祭典日期則是每年農曆之三月初三北極玄天上帝聖誕，祭典期間廟方會在萬華地區舉辦正殿軟身神像的出巡繞境活動。

## 引註
1. 1 2 3  節錄自〈財團法人台北市真武殿沿革〉，財團法人台北市真武殿。
2. ↑  鍾如婷. . 民視新聞網. 2024-05-24  [2024-10-06]. （原始内容存档于2024-10-07）.
3. ↑  . 財團法人台北市艋舺真武殿＆玄音社 | Facebook. 2023-06-06.

## 外部連結
- 艋舺真武殿的Facebook專頁